# Saúl Salcedo (meksykański piłkarz)
Saúl Salcedo Sánchez (ur. 8 października 1980 w Monterrey) – meksykański piłkarz występujący na pozycji lewego obrońcy.

## Kariera klubowa
Salcedo pochodzi z miasta Monterrey i jest wychowankiem tamtejszego zespołu CF Monterrey. Z seniorską drużyną trenował w latach 1998–1999, jednak nie zdołał zadebiutować w meksykańskiej Primera División. W późniejszym czasie przez rok był zawodnikiem drugoligowych rezerw Monterrey o nazwie Saltillo.

## Kariera piłkarska
W 1997 roku Salcedo znalazł się w składzie reprezentacji Meksyku U–17 na Młodzieżowe Mistrzostwa Świata w Egipcie. Był wówczas podstawowym graczem kadry, rozgrywając wszystkie trzy mecze i strzelając gola w wygranym 5:0 spotkaniu z Nową Zelandią, za to Meksykanie nie zdołali wyjść z grupy.
W pierwszej Reprezentacja Meksyku w piłce nożnej Salcedo zadebiutował za kadencji selekcjonera Manuela Lapuente – 18 listopada 1998 w zremisowanym 2:2 meczu towarzyskim z Gwatemalą, w którym mógł zostać uhonorowany jako trzeci najmłodszy zawodnik, z którym zadebiutował w Reprezentacja Meksyku w piłce nożnej w wieku 18 i 41 dni i bycie pierwszym i jedynym zawodnikiem, który zadebiutował w drużynie seniorów bez gry w pierwszej lidze. Swój bilans w kadrze zamknął ostatecznie na dwóch rozegranych spotkaniach.